# Dormillouse
Dormillouse est l’un des treize hameaux de la commune de Freissinières (Hautes-Alpes). C’est aujourd’hui l'unique lieu habité de façon permanente du cœur du parc national des Écrins.

## Présentation générale

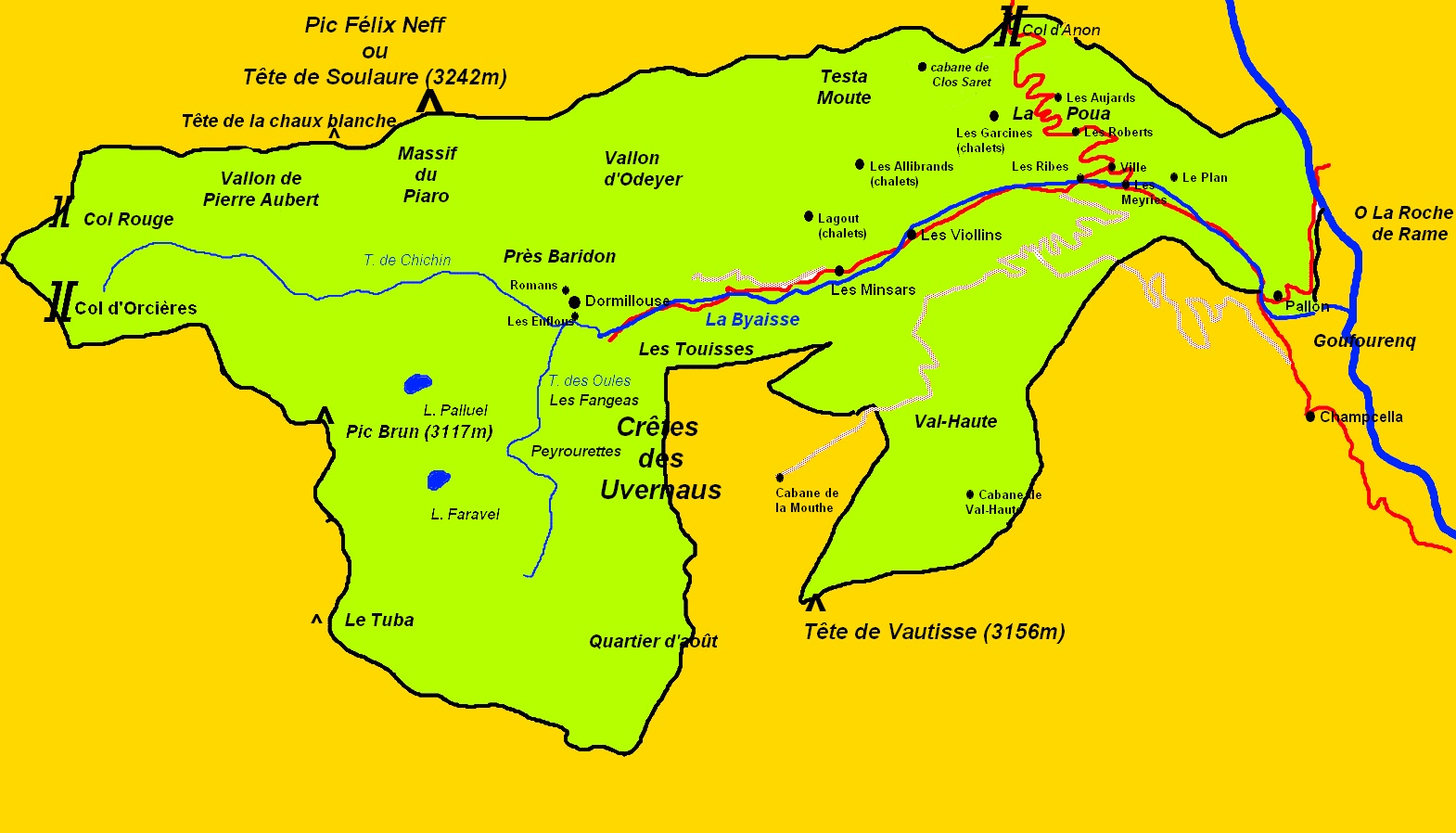
Localisation de Dormillouse sur une carte de la commune de Freissinières.

Le hameau de Dormillouse est situé au fond de la vallée de Freissinières, au-dessus du parking, à une altitude moyenne de 1 727 m.

### Situation géographique
Dormillouse est situé sur le verrou glaciaire qui sépare la haute vallée de la Biaysse de la basse vallée de Freissinières.
Les anciens avaient choisi cet emplacement car il était protégé des avalanches par le plateau des Clots, situé 500 mètres au-dessus, qui détournait les coulées de neige. Cette protection n’était cependant pas totale car au cours de l’histoire il n’est pas rare que des maisons aient été ensevelies par la neige, notamment aux Escleyers.
La géologie de Dormillouse est relativement complexe, mais l'Atlas géologique des Alpes françaises en donne une description illustrée de photographies commentées et de coupes géologiques.

## Histoire
Les origines historiques de Dormillouse sont très incertaines, tout comme d’ailleurs celles du toponyme. Tout ce que l’on sait avec certitude c’est que le hameau était connu sous le nom de « Dormillosa » en 1401 et de « Durmelho » en 1488.

### Les origines
La présence de l’homme est attestée depuis fort longtemps, sinon à Dormillouse même, du moins dans la haute vallée du torrent de Chichin, avant la cabane, et au Lauzeron. Les découvertes réalisées, entre 1998 et 2003, par des chercheurs des universités d’York et d’Aix-en-Provence, ont permis en effet de découvrir des traces de la présence humaine dès le Néolithique.
Le toponyme a très certainement pour origine le radical pré-indoeuropéen dor/dur (montagne, roche), mais l’on ignore qui lui a donné ce nom. Selon certains, le hameau aurait été fondé au VIe siècle par les Lombards qui le baptisèrent alors Dormil. Pour d’autres, ce nom dériverait de « dormilhosa » qui signifie marmotte en provençal.
Aucune preuve écrite ne permet d’attester de la présence des Lombards à Dormillouse mais, quand on sait le nombre de fois qu’ils sont passés dans la région, on ne peut la rejeter a priori. Cette thèse paraît cependant peu crédible car si l’on devait déduire du toponyme l’identité du fondateur, il faudrait alors admettre que les Lombards ont baptisé bien d’autres lieux. On rencontre en effet le nom Dormillouse ailleurs, dans la Vallouise (Pic de Dormillouse), près de Barcelonnette (Batterie de Dormillouse à Le Lauzet-Ubaye), près de Chamonix (Crêtes de Dormillouse) et même en Italie, dans la Valle di Susa (Cima Dormillouse).
Quant à une dérivation du mot provençal « dormilhosa », cette hypothèse n’est pas non plus impossible quand on connaît l’abondance de ce sympathique rongeur à Dormillouse. Mais, dans ce cas, il n’est pas interdit de penser que, marmotte ne se disant pas « dormillosa » mais « muret » en patois embrunais, la personne ayant donné ce nom au lieu-dit soit un berger provençal, les bergers de Provence étant nombreux depuis fort longtemps à faire transhumer leurs troupeaux sur les pâturages d’altitude de la vallée.

### Le Moyen Âge
L’histoire de Dormillouse, comme celle de Freissinières, est presque essentiellement liée à la présence des Vaudois et des protestants qui ont trouvé en ce lieu escarpé un abri quasi inexpugnable.
En raison de sa situation isolée, Dormillouse a, de tous temps, servi de refuge aux persécutés et autres « hérétiques ». Si certains auteurs pensent qu’il y avait déjà des chrétiens contestant l’Église Catholique avant les Vaudois, ce sont cependant les disciples de Pierre Valdo qui ont laissé les premières traces d’une présence certaine à Dormillouse. Ils y ont subi une répression quasi constante marquée par des périodes de calme et de violence extrême. Ce fut notamment le cas en 1365, 1393 et en 1488.
Ainsi, en avril 1488, dans une des dernières tentatives d’éradiquer les Vaudois, l'archevêque d'Embrun Jean Bayle, co-seigneur de Freissinières, envoya plus de six cents hommes dans la vallée. Ne pouvant lutter contre cette masse, les Vaudois se dispersèrent vers les points habituels de résistance sur les hauteurs, notamment à la cabane de la Jaline, à une heure et demie au-dessus de Dormillouse ; c’est là que dans un fenil on dut garder un cadavre pendant trois semaines sans pouvoir l’enterrer. Après quelques jours de résistance, tous les Vaudois se rendirent.

### Les temps modernes
Les Vaudois s’étant ralliés à la Réforme au début du XVIe siècle, les persécutions reprirent dans une région où s’affrontaient protestants et catholiques. Ainsi, pendant les guerres de religion, les capitaines ligueurs provençaux Sénas et Mouvans, en retraite depuis Briançon, arrivèrent à Dormillouse le 22 septembre 1562 et, le lendemain, à minuit, ils passèrent le col d'Orcières dont les habitants s'étaient tous enfuis. En 1570, Lesdiguières, venant du Champsaur, passa le col d'Orcières, encore couvert de neige, pour venir porter secours aux habitants de la Freissinières. L'édit de Nantes ramena la paix religieuse pendant quelques années mais, dès 1679, les exactions reprirent avec une application rigoureuse et partiale du texte de l'édit.
C’est à cette époque, vers 1660, qu’un habitant de Dormillouse, Claude Baridon, dit Beccaru, tua un des seigneurs de Freissinières, Monsieur de Saint-Disdier, ce tragique événement faisant dire que Freissinières a fait sa révolution un siècle avant le reste de la France. En effet, Monsieur de Saint-Disdier ayant accaparé par faux témoignage la quasi-totalité des alpages de Val-Haute, privant ainsi les habitants de Freissinières d’une part essentielle de leurs ressources en herbages, plusieurs habitants décidèrent de lui donner une leçon, voire de l’éliminer. S’étant postés, sur le chemin de Val-Haute, derrière un gros mélèze et une grosse pierre, près du ravin de l’Eyssarenne, ils attendirent de voir arriver la bande du seigneur pour leur tirer dessus. Des coups de feu éclatèrent, un homme de la suite du seigneur fut tué, le seigneur lui-même tombant de son cheval, la jambe cassée. Les agresseurs se précipitèrent alors sur lui, lui remplirent la bouche de terre en la tassant avec le canon de leur fusil et en lui disant : « Tu en veux de la terre, en voilà ! ». Beccaru descendit par Champcella pour dépister les recherches, alla se montrer à Saint-Crépin puis revint à Dormillouse où il se tint caché. Malgré cela il fut arrêté par la maréchaussée et, alors qu’ils le descendaient dans la vallée, il se précipita dans les rochers au niveau de la cascade. Amené à Grenoble, il y fut jugé et condamné à mort.
En 1685, le culte réformé ayant été interdit après la révocation de l'édit de Nantes, le temple de Dormillouse fut détruit et le culte protestant interdit. Plusieurs habitants quittèrent alors le hameau et émigrèrent en Suisse ou en Allemagne ; une jeune fille du hameau partit même seule avec des cévenoles qui faisaient étape à Dormillouse sur le chemin de l'exil à Berlin.

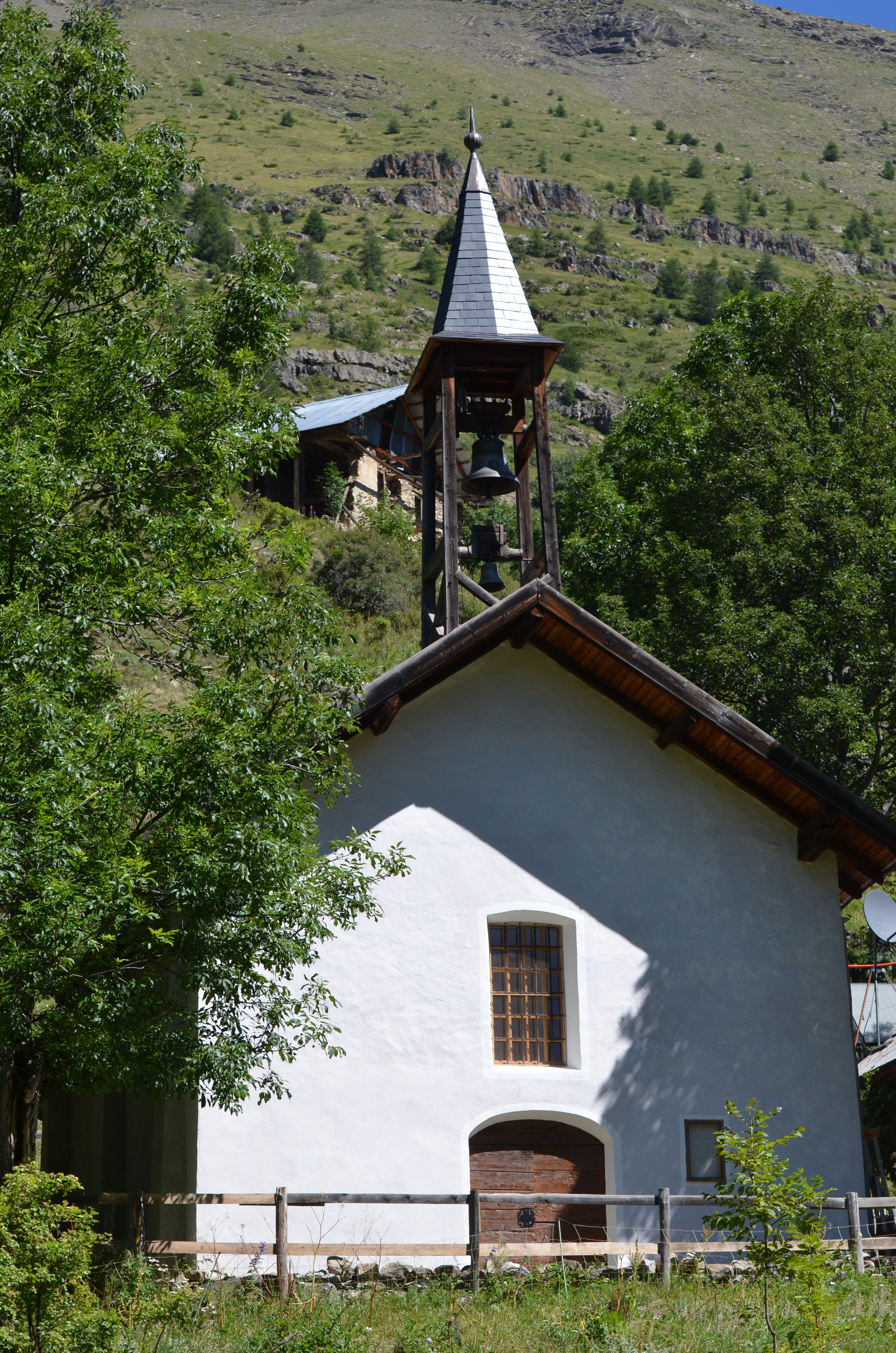
Le temple.

On ne peut quitter cette sombre période de l’histoire sans citer cette anecdote maintes fois rapportée : sept dragons qui montaient un soir dans l’obscurité à Dormillouse entendirent une voix prononcer à plusieurs reprises en patois « Li soun sept ! » (Ils sont sept). Se croyant découverts, ils rebroussèrent rapidement chemin et regagnèrent la vallée. Or, comme ce soir là il n’y avait personne sur le chemin ou pour surveiller les approches du villages, les habitants pensèrent que les dragons avaient tout simplement entendu une brebis enrhumée qui éternuait.
Après la mort de Louis XIV, les persécutions violentes cessèrent progressivement, mais pas les mesures d’intimidation et les tentatives, forcées ou non, de conversion des protestants. Ainsi, en 1756, alors qu’il n’y avait aucune famille catholique à Dormillouse, l’archevêque d’Embrun, Mgr Bernardin Fouquet, y fit-il édifier une chapelle et un presbytère. Inaugurée le 5 août 1758 et dédiée sous le vocable de Notre-Dame-des-Neiges, la chapelle utilisait la cloche de l’ancien temple protestant qui fut alors baptisée Sainte-Marie. Une plaque en fonte placée près de l'âtre de la cuisine, avec des fleurs de lys et les armoiries du pape, portait le millésime 1745. Le chapitre d'Embrun y a entretenu un prêtre pendant une vingtaine d'années mais il fut obligé d'avoir un domestique pour servir la messe puisque personne ne voulait se faire catholique.

### L'époque contemporaine

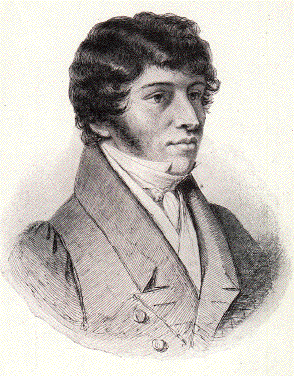
Portrait de Félix Neff.

Après la Révolution, la chapelle fut attribuée au culte protestant en 1808, en application du décret du 24 pluviôse an XIII (13 février 1805) qui établissait l'Église Consistoriale de la ville de Gap et qui autorisait le préfet à attribuer aux protestants des chapelles dites du second rang. Cette décision ayant certainement entraîné une protestation de l'évêque de Gap au motif que cette décision avait été favorisée par le maire et l’adjoint de Freissinières qui étaient tous deux protestants, le préfet Charles-François de Ladoucette lui répondit qu’ils étaient étrangers à la cession de la chapelle et qu’il n’avait agi qu’en application du décret de Pluviôse. Toujours est-il que les habitants de Dormillouse s'en emparèrent et l'utilisèrent alors comme temple, après avoir enlevé les statues et le maître-autel et lavé la chaire de ses peintures. Le presbytère servit de salle d'école et de réunion du soir ; on utilisait d'ailleurs les chandeliers de l'autel pour s'éclairer.
L'évènement le plus marquant de ce début de XIXe siècle est l’arrivée en 1823 du pasteur genevois Félix Neff qui allait marquer profondément toute la vallée et Dormillouse tout particulièrement. Il trouva les habitants dans le dénuement le plus total, sur le plan spirituel, moral et économique. Il employa alors toutes ses forces au redressement de la situation dans tous les domaines. Il créa de toutes pièces une école puis une école normale dans sa maison, située à l’ouest du quartier de Romans, faisant appel à des instituteurs du Queyras.

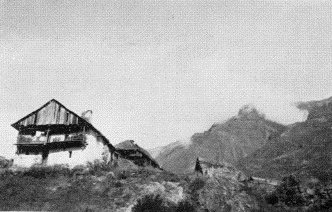
La maison de Félix Neff (photo de 1933).

Les pratiques agricoles étant archaïques, il va montrer aux habitants comment planter les pommes de terre afin d’obtenir des récoltes plus abondantes. Enfin, il restaura tous les canaux d’irrigation qui, bien qu’existant dans le passé, avaient été totalement abandonnés faute d’entretien et à cause de rivalités entre propriétaires de parcelles parfois minuscules (même les plus anciens du hameau ne se souvenaient plus de les avoir vus fonctionner).
À partir du milieu du XIXe siècle, époque à laquelle il a connu sa plus forte population, le hameau va lentement décliner faute de ressources en quantité suffisante pour nourrir tout le monde. Les départs s’échelonneront jusqu’après la Première Guerre mondiale, vers les villes, la Provence et l’Algérie. Vingt familles de Dormillouse ont en effet acheté des lots de colonisation dans des villages à majorité protestante créés dans le département d'Oran, aux Trois-Marabouts (Dix familles), en 1888, puis surtout en octobre 1890, à Guiard (Vingt familles) et, enfin, en 1919/1922, à Ténézéra, au sud de Sidi Bel Abbes.
La Grande guerre va finir de vider le hameau qui, avec dix tués, participera à la victoire en payant un prix très élevé ; les familles désormais sans chef étaient pratiquement condamnées à l’émigration. Des efforts pour maintenir une présence humaine pendant l’entre-deux-guerres, notamment la tentative de rendre carrossable l’accès au hameau et l’installation d’une dynamo dans le torrent de Chichin, au niveau du quartier des Enflous, n’eurent aucun succès et, faute de monde, l’école publique ferma ses portes en 1944.
La Seconde Guerre mondiale est essentiellement marquée par l’irruption à Dormillouse d’une dizaine de militaires allemands, guidés par un Français, venus pour arrêter des réfractaires au Service du travail obligatoire (S.T.O.) en Allemagne. Prévenus par téléphone depuis les Ribes, les réfractaires eurent le temps de se réfugier dans une grotte située près de la cabane de Marjas. Ayant été informés de ces appels téléphoniques, les Allemands maltraitèrent certaines personnes, brisèrent la porte du temple et volèrent des objets chez les habitants. Plusieurs habitants, notamment les auteurs des appels téléphoniques, furent emprisonnés à Briançon ou à la prison des Baumettes à Marseille.
La vie de Dormillouse a été marquée par l’arrivée, au début des années soixante, d’une communauté de jeunes protestants qui louèrent des terres agricoles afin de mener une vie proche de la nature fondée sur une interprétation très personnelle de la parabole du jeune homme riche. Peu adaptés à la vie en montagne et négligeant toute convention, une partie d’entre eux ayant migré vers d’autres cieux, ils furent progressivement supplantés par des hippies à partir des années soixante-dix, qui s’attirèrent souvent l’hostilité de la population. Les derniers « barbus » quittèrent Dormillouse vers la fin des années soixante-dix, le dernier d’entre eux, Paul Peschon, ayant tenu pendant quelques années le gîte « Chez Paul » aux Enflous. Depuis, le nombre d'habitants permanents n'a cessé de diminuer et ils ne sont plus que deux en 1973.

### Itinéraires d'accès
Dormillouse n'étant desservi par aucune route carrossable, pour s'y rendre il faut emprunter l’un des deux chemins qui partent du parking.
Le premier, dit chemin de la Charbonnière, est entretenu par le parc national des Écrins et conduit au bas du hameau ; traversant une zone très avalancheuse l’hiver, il est donc déconseillé de l’emprunter en cette saison. Le second, dit chemin du Téléphone, traverse la Biaysse sur le petit pont, puis remonte le long de la ligne téléphonique ; c’est l’itinéraire qui est utilisé pendant l’hiver.
Ces deux itinéraires n’étaient cependant pas utilisés couramment par les anciens habitants de Dormillouse. Le chemin traditionnel bifurque en effet sur la droite de la route qui conduit au fond de la vallée, environ 3,5 kilomètres après le hameau des Mensals, au lieu-dit les Costilles sur la carte de l'IGN. Il grimpe ensuite sur l’adret, traverse les barres rocheuses dites du Compresseur et arrive en haut de Dormillouse. Bien qu’il ne traverse pas de couloir d’avalanche, ce chemin n’est cependant pas facile en toutes saisons car il passe sous la cascade de la Pisse qui est englacée pendant l’hiver ; autrefois, les habitants de Dormillouse y jetaient des branches afin de ne pas glisser sur la glace.
Il existe enfin deux itinéraires possibles pour venir à Dormillouse depuis la vallée. Le premier part du hameau des Viollins, monte vers les chalets de la Got puis emprunte approximativement le chemin de randonnée qui aboutit au centre de Romans. Le deuxième, qui passe encore plus haut, n'est quasiment plus marqué dans le paysage actuel, traverse le vallon de la Pisse et rejoint le chemin qui depuis le lieu-dit Charnières, ramène sur le chemin précédent un peu avant Romans.
En 1928, par suite de pluies torrentielles, tout le fond de la vallée avait été inondé par la Biaysse qui, abandonnant son lit naturel pour emprunter de nouveaux méandres, avait coupé la route en de nombreux endroits. Les autorités décidèrent alors de construire une route carrossable jusqu'à Dormillouse en suivant la voie traditionnelle, et les travaux commencèrent en 1930. En raison de nombreuses difficultés techniques, les travaux furent rapidement arrêtés pour ne reprendre qu'en 1938, la guerre y mettant une fin définitive. Ces travaux avaient cependant bien avancé avec la construction de murs de soutènement dans les virages et le creusement d'une corniche au niveau de la cascade ; plusieurs voitures purent même emprunter la route jusqu'au lieu-dit La Membrière, juste après la cascade. Après guerre le projet n’eut pas de suite, la situation économique ne justifiant plus d'investir dans la construction d'une route pour desservir un hameau quasiment abandonné.

### Description du village
Aujourd'hui, en arrivant à Dormillouse, on ne distingue plus dans le paysage que le temple, avec l'ancienne école, et, de part et d'autre, deux groupes de constructions : Les Enflous au sud et Romans au nord.

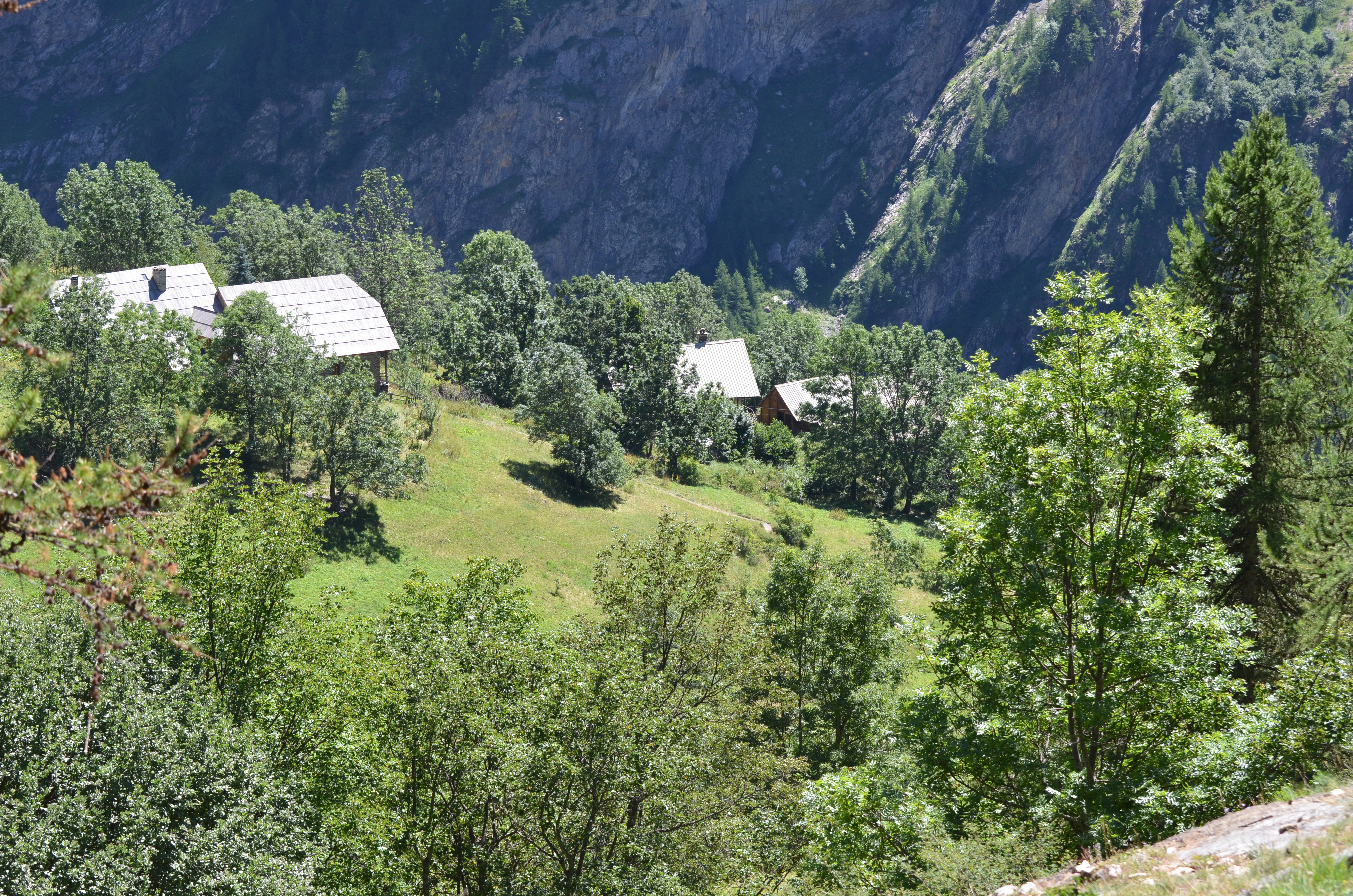
Romans.

Au XIXe siècle, époque à laquelle la densité de la population était la plus forte (trois cents habitants et quatre-vingt maisons), Dormillouse était cependant constitué de plusieurs quartiers bien distincts. S'étageaient ainsi, du sud au nord, les Enflous, La Michelane, Pra-Barnéou, Le Escleyers et enfin Romans, le dernier quartier sur la route traditionnelle du col d'Orcières. Ces quartiers étaient reliés entre eux par des chemins empierrés qui ont quasiment disparu.
Aujourd'hui, la plupart des maisons sont à l’abandon ou en ruines, même si plusieurs ont été restaurées par des descendants des anciens habitants du hameau et que le parc national ait favorisé le développement du hameau par l'aménagement d'un réseau d'évacuation des eaux vannes.
Si l’on suit Florimond Baridon, il y aurait eu également un château à Dormillouse. Il écrit en effet que les quartiers de La Lirette et de Pré Gauthier appartenaient à Jean Oronce Le Bout de Saint-Disdier, le seigneur de Freissinières qui fut tué sur le chemin de Val-Haute en 1660. Il précise qu'on pouvait encore voir en 1934 un pré large d’environ 3 à 10 mètres qui contourne le tertre de La Bâtie, et qui servait de promenade aux gens du château pendant l’été. Des fragments de céramique du XIVe siècle ont bien été découverts récemment en ce lieu et de nombreux vestiges de constructions (enclos, habitats) sont encore visibles sur une terrasse en contrebas à Pré Gauthier.

## Galerie

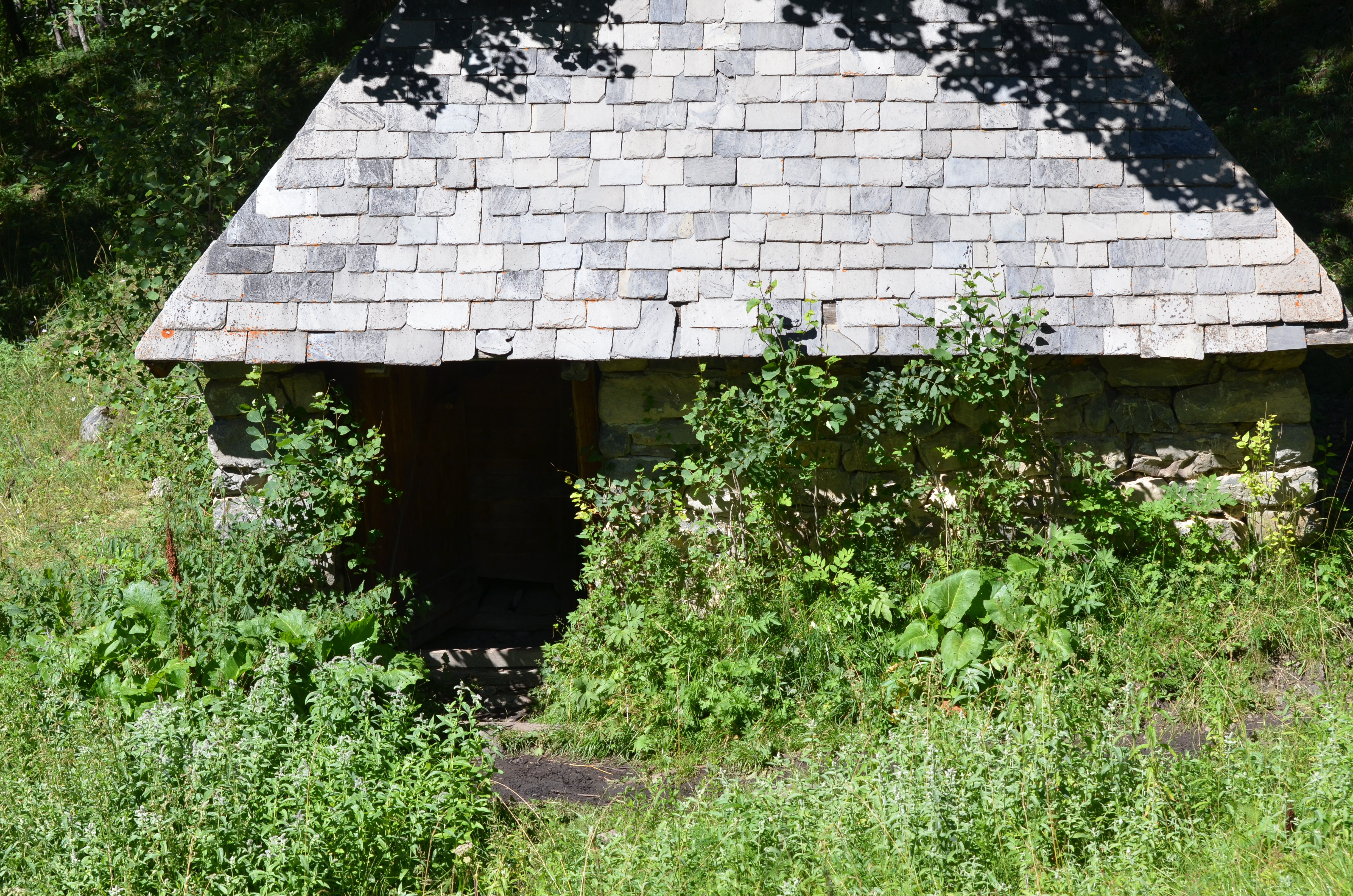
L'ancien moulin.
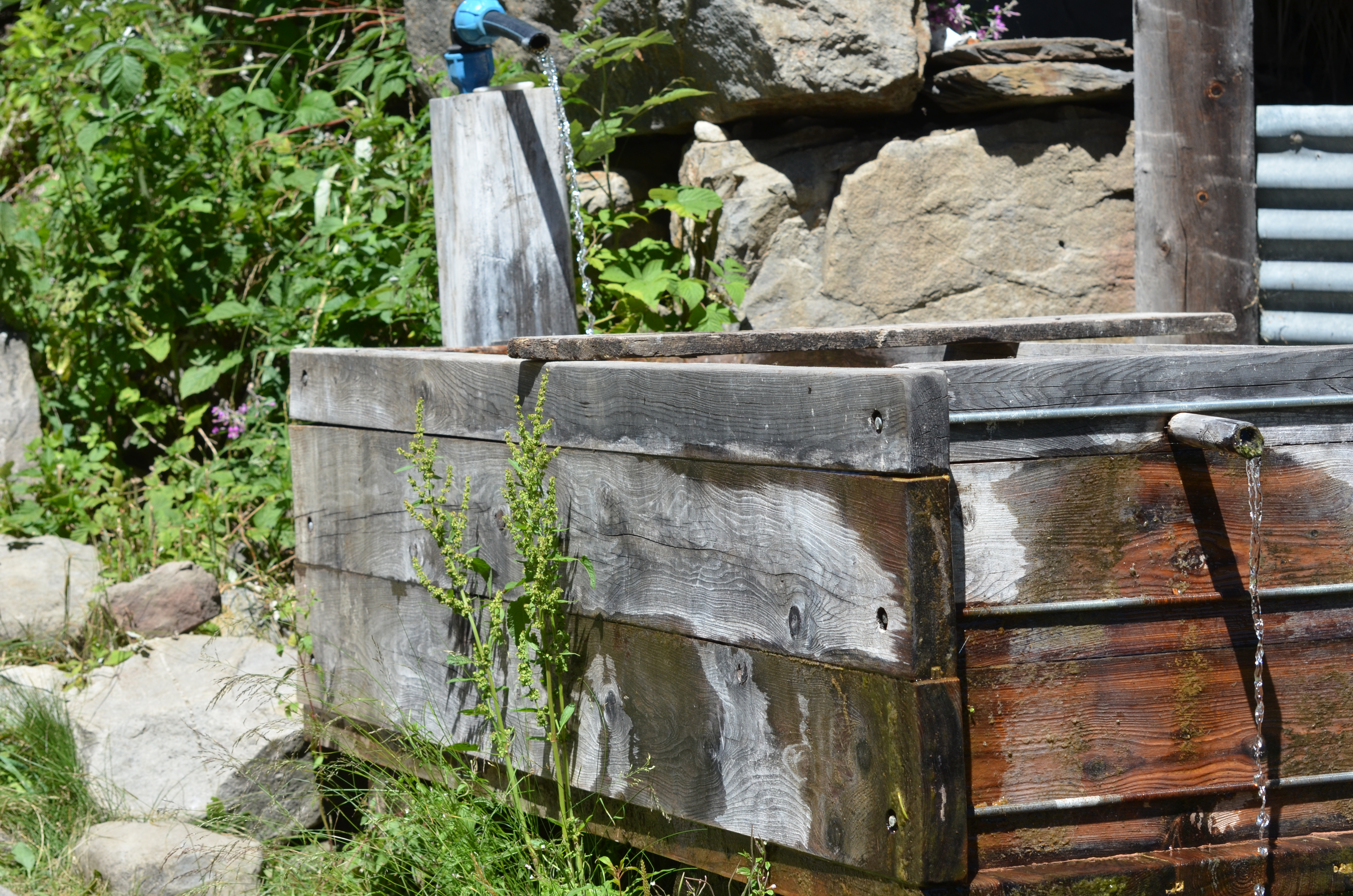
Un abreuvoir à Romans, le quartier le plus élevé (1 777 m) de Dormillouse.